# 青森中央短期大学
青森中央短期大学（あおもりちゅうおうたんきだいがく、英語: Aomori Chuo Junior College）は、青森県青森市大字横内字神田12に本部を置く日本の私立大学。1946年創立、1970年大学設置。大学の略称はACJC。

## 概観

### 大学全体
- 青森県青森市に所在する日本の私立短期大学で、設置主体は学校法人青森田中学園[1]。
- 1970年に青森中央女子短期大学として開学し、その後、大学名が変更され、共学となる。学科の増減を経て現在は2学科からなる。

### 建学の精神（校訓・理念・学是）
- 青森中央短期大学における「建学の精神」は、「愛あれ、知恵あれ、真実（まこと）あれ」となっている。

### 教育および研究
- 青森中央短期大学に設置されている学科として幼児保育学科があり、短期大学附属幼稚園での「教育実習」が取り入れられている。ほか、栄養士を養成する食物栄養学科と介護福祉士を養成する専攻科福祉専攻がある。総合教育科目では「郷土と文化」があり、ねぶた祭へ参加している。

### 学風および特色
- 青森中央短期大学は青森中央学院大学の系列校であり、ともに同一キャンパス内にある関係上、両者同士の交流が盛んである。関連施設として附属幼稚園3園のほか、保育園と特別養護老人ホームがある。

## 沿革
- 1970年
  - 1月21日 左記を以て文部省[注 2]より短期大学の設置が認可される[注 3]。
  - 4月1日 青森中央女子短期大学（あおもりちゅうおうじょしたんきだいがく）として開学[注 4]。
    - 家政学科 入学定員100名[注 5]

  - 5月1日 学生数[7]/定員
    - 家政学科 38[注釈 1]/100
- 1971年
  - 5月1日 学生数[8]/定員
    - 家政学科 71[注釈 1]/200
- 1974年
  - 4月1日 この年度における出来事を以下列挙する[9]。
    - 青森中央短期大学に改称。
    - 以下の学科を増設。
      - 幼児教育学科 入学定員50名[注釈 2]

    - 家政学科の入学定員を100→50に減員し、かつ以下の通り専攻分離する[注 6]。
      - 被服専攻 入学定員20名[注釈 2]
      - 食物栄養専攻 入学定員30名[注釈 2]
- 1975年
  - 5月1日 学生数[12]/定員
    - 家政学科 80[注釈 3]/100
    - 幼児教育学科 105[注釈 4]/100
- 1978年
  - 4月1日 この年度における出来事を以下列挙する[13]。
    - 被服専攻→家政専攻に変更。
    - 幼児教育学科の入学定員を50→70に増員[注 7]。

  - 5月1日 学生数[16]/定員
    - 家政学科 86[注釈 3]/100
    - 幼児教育学科 161[注釈 4]/120
- 1985年
  - 5月1日 学生数[17]/定員
    - 家政学科 102[注釈 4]/160
    - 幼児教育学科 162[注 8]/140
- 1986年
  - 5月1日 学生数[18]/定員
    - 家政学科 88[注 9]/160
    - 幼児教育学科 153[注釈 5]/140
- 1987年
  - 5月1日 学生数[19]/定員
    - 家政学科 135[注釈 3]/160
    - 幼児教育学科 200[注釈 6]/140
- 1988年
  - 4月1日 この年度における出来事を以下列挙する[20]。
    - 以下の学科を増設[注 10]。
      - 経営情報学科 入学定員100名

    - 家政学科食物栄養専攻を以下の学科に改組。
      - 食物栄養学科 入学定員60名[注 11]

    - 幼児教育学科の入学定員を70→60に減員[注 12]

  - 5月1日 学生数[25]/定員
    - 食物栄養学科 143[注釈 7]/120
    - 幼児教育学科 209[注釈 8]/130
    - 経営情報学科 118[注釈 9]/100
- 1989年
  - 4月1日 専攻科の設置が認可され、以下の課程を設ける[26]。
    - 福祉専攻 入学定員20名
- 1992年
  - 5月1日 学生数[注 13]/定員
    - 食物栄養学科 140[注釈 6]/120
    - 幼児教育学科 190[注釈 8]/120
    - 経営情報学科 335[注 14]/200
- 1997年
  - 4月1日 以下の学科については、この年度で学生募集を最終とする[注 15]。
    - 経営情報学科

  - 5月1日 学生数[31]/定員
    - 食物栄養学科 126[注 16]/120
    - 幼児教育学科 149[注釈 6]/120
    - 経営情報学科 217[注釈 9]/200
- 1998年
  - 5月1日 学生数[32]/定員
    - 食物栄養学科 130[注釈 7]/120
    - 幼児教育学科 153[注釈 5]/120
    - 経営情報学科 92[注 17]/100
- 1999年
  - 5月1日 学生数[33]/定員
    - 食物栄養学科 135[注 18]/120
    - 幼児教育学科 163[注 19]/120

  - 12月22日 以下の学科・専攻については左記をもって正式に廃止とする[34]。
    - 経営情報学科
- 2003年
  - 4月1日 幼児教育学科を幼児保育学科に変更し、入学定員を60→80に増員[35]。
- 2005年
  - 4月1日 幼児保育学科の入学定員を80→100に増員[36]
- 2006年
  - 4月1日 以下の学科を増設[37]。
    - 看護学科 入学定員80名
- 2012年
  - 4月1日 専攻科福祉専攻の入学定員を20→25に増員[38]。
- 2013年
  - 4月1日 以下の学科については、この年度で学生募集を最終とする[注 20]。 
    - 看護学科
- 2014年
  - 1月 平成26年度大学入試センター試験参加短期大学の1校となる[40]。
- 2015年
  - 1月 平成27年度大学入試センター試験参加短期大学の1校となる[41]。
- 2016年
  - 1月 平成28年度大学入試センター試験参加短期大学の1校となる[42]。
- 2019年
  - 3月31日 以下の学科・専攻については左記をもって正式に廃止とする[43]。
    - 看護学科
- 2023年
  - 4月1日 幼児保育学科の入学定員を100→70に減員[1]。

## 基礎データ

### 所在地
- 青森県青森市横内神田12
- 青森県青森市新町2-7-13(サテライトキャンパスFRIENDLY　WINDOW)

### 交通アクセス
- JR奥羽線、津軽線および青い森鉄道青森駅からJRバス東北、青森市営バス「モヤヒルズ」行・「公立大学」行・横内環状線（左回り）のいずれかに乗車。「青森中央学院大学前」バス停留所で下車するのが最も便利である。

### 象徴
- 青森中央短期大学のカレッジマークは、こぶしの花の周囲に、建学の精神となっている3つのキーワードを英字表記した文字と、経営母体の設立年である「1946」の文字が記されたものとなっている[注 21]。

## 教育および研究

### 組織

#### 学科
- 食物栄養学科 入学定員60名[1]
- 幼児保育学科 入学定員70名[1]

過去にあった学科
- 家政学科
  - 家政専攻 入学定員20名[注 22]
  - 食物栄養専攻→現在の食物栄養学科に改組
- 経営情報学科 入学定員100名[注 23]
- 看護学科 入学定員80名[注 24]

#### 専攻科
- 福祉専攻[注 25]

##### 取得資格及び変遷
資格
- 保育士：幼児保育学科
- 栄養士：食物栄養学科
- 司書
  - 食物栄養学科
  - 幼児保育学科
  - かつては家政学科の両専攻課程でも取得できるようになっていた。
- 社会福祉主事任用資格：食物栄養学科、幼児保育学科
- 秘書士：食物栄養学科、幼児保育学科
- フードスペシャリスト、フードサイエンティスト：食物栄養学科
- レクリエーションインストラクター、幼児体育指導者認定資格、JFA公認キッズリーダー、カワイピアノグレード：幼児保育学科

教職課程
- 幼稚園教諭二種免許状：幼児保育学科
- 栄養教諭二種免許状：食物栄養学科
- 中学校教諭二級免許状（家庭）食物栄養学科[注 26]

### 研究
- 『青森中央短期大学研究紀要』[53]
- 『看護研究集録』[54]
- 『特別研究集録』[55]
- 『日本の食文化を伝えるみそを作ろう!』[56]
- 『物理のあゆみ』[57]

## 学生生活

### 部活動・クラブ活動・サークル活動
- 青森中央短期大学のクラブ活動（一部）
- 体育系：バスケットボール・ストリートダンス・バレーボールほか
- 文化系：アンサンブル・美術ほか

### 学園祭
- 青森中央短期大学の学園祭は「翔麗祭（しょうれいさい）」と呼ばれ毎年、概ね9月に行われる。模擬店のほかミュージカルや紙芝居、食育すごろくなどが実施されてきている。

## 大学関係者と組織

### 大学関係者一覧
- 小野正文
- 木村繁

## 施設

### キャンパス
- 本部棟
- 1号館
- 2号館
- 3号館
- 4号館：こぶし会館
- 5号館
- 7号館
- 国際交流会館
- 学術交流会館
- プール棟

### 寮
- 学術交流会館、国際交流会館
- こぶし会館：女子寮となっている。

## 対外関係

### 地方自治体
- 青森県立図書館との連携・協力に関する協定を締結（2009年9月）
- 青森市との包括的な連携に関する協定締結（2015年3月）
- 青森市との災害時における避難所等施設としての使用に関する協定締結（2016年5月）
- 青森県教育委員会と連携協定締結(2020年9月）

### 民間企業など
- 青森市横内町内会との連携・協力に関する協定締結（2014年3月）
- 青森銀行との地域活性化に関する協定（2014年7月）
- 特定非営利活動法人青森県消費者協会との連携に関する協定を締結（2015年9月）
- 青森商工会議所との連携・協力に関する協定締結（2017年10月）
- 青い森信用金庫との連携協力に関する協定締結（2017年11月）

### 高等学校
- 青森県立青森中央高等学校との高大連携に関する協定を締結（2014年2月）
- 青森県立大湊高等学校との高大連携に関する協定を締結（2020年10月）
- 五所川原商業高等学校との高大連携に関する協定を締結（2022年11月）
- 青森県立木造高等学校との高大連携に関する協定を締結（2023年1月）
- 青森県立三沢商業高等学校との高大連携に関する協定を締結（2023年10月）
- 青森県立青森北高等学校との高大連携に関する協定を締結（2024年2月）

### 他大学との協定
- 青森地域大学間連携協定
  - 青森公立大学
  - 青森県立保健大学
  - 青森大学
  - 青森明の星短期大学
  - 青森中央学院大学
- 青森明の星短期大学と大学間包括連携協定を締結(2017年3月)

### 関連施設
社会福祉法人中央福祉会
- 中央文化保育園
- 浦町保育園
- 特別養護老人ホーム三思園
- 特別養護老人ホーム勝田三思園

## 卒業後の進路について

### 編入学・進学実績
- 食物栄養学科：柴田学園大学・茨城キリスト教大学ほか
- 幼児保育学科：青森大学・弘前学院大学・青森中央短期大学専攻科ほか
- 看護学科：弘前大学・青森県立保健大学ほか

## 系列校
- 青森中央学院大学
- 青森中央経理専門学校
- 青森中央文化専門学校
- 認定こども園青森中央短期大学附属第一幼稚園
- 認定こども園青森中央短期大学附属第二幼稚園
- 認定こども園青森中央短期大学附属第三幼稚園